# Parioglossus raoi
Parioglossus raoi är en fiskart som först beskrevs av Herre, 1939.  Parioglossus raoi ingår i släktet Parioglossus och familjen Ptereleotridae. IUCN kategoriserar arten globalt som livskraftig. Inga underarter finns listade i Catalogue of Life.